# Попень (Геджешть, Васлуй)
Попень, Попені (рум. Popeni) — село у повіті Васлуй в Румунії. Входить до складу комуни Геджешть.
Село розташоване на відстані 258 км на північний схід від Бухареста, 36 км на південний схід від Васлуя, 93 км на південь від Ясс, 103 км на північ від Галаца.

## Населення
За даними перепису населення 2002 року у селі проживали 44 особи, усі — румуни. Усі жителі села рідною мовою назвали румунську.